# Joan Miró Poblet
Joan Miró Poblet és un músic català que formà part de Lone Star, el conjunt pioner que introduí el rock a Catalunya.

## Biografia
Joan Miró Poblet va néixer l'1 de juliol de 1944 a Rocafort de Queralt (Conca de Barberà), d'on el seu pare era secretari de l'ajuntament. L'any següent el pare es traslladà a ocupar el mateix càrrec a l'ajuntament de Barberà de la Conca; amb ell seguí tota la família que s'instal·là definitivament en aquest poble del qual tots n'eren oriunds."
De molt jovenet el Joan excel·lí en la música tocant d'oïda amb gran talent qualsevol instrument que caigués a les seves mans (harmònica, guitarra, piano...). Va cursar el Batxillerat Superior com alumne lliure a l'INEM Antoni Gaudí de Reus, mentre a Barberà i a Valls rebia classes particulars de música.
L'any 1960 es traslladà a Barcelona per cursar enginyeria Química i estudiar música al conservatori del Liceu. Aviat deixà la química per dedicar-se al piano i entrà a formar part d'un grup musical universitari, el Sweet Group 59. Eren els anys dels "conjunts" i les "festes" privades, altrament dites "guateques". En dissoldre's aquest grup, l'estiu de 1962, en Joan fou contractat per actuar a Lloret de Mar on començaria a tocar la guitarra electrònica; en acabar l'estiu dominava a la perfecció aquell nou instrument.
El febrer de 1964, amb 19 anys, Lone Star li oferí d'entrar al grup per substituir Williy Nab. Començava aquí una llarga etapa, d'onze anys, com guitarra solista d'aquell ja famós conjunt. Del cicle més exitós de Lone Star (1969-1973), diu la web oficial del conjunt que el Joan durant els onze anys de permanència, menys un de mili en què fou substituït per Àlex Sánchez, es convertiria en el verdader motor instrumental del grup. I encara hauria de ser substituït altres sis mesos, a causa d'una malaltia, fins que s'hi reincorporà a mig juny de 1968 per als famosos Festivales de España.
S'ha dit, també, que fou el millor solista nacional de guitarra i vibrafonista de jazz, equiparable a qualsevol primera figura internacional.
Després que el 1975 deixés Lone Star i participés en algun altre grup, es dedicaria intensament al piano i a treballar en un estudi de gravació seu. Finalment, l'any 1998 muntà un piano-bar, el "Klavier", on actuà durat 17 anys fins a la seva jubilació.

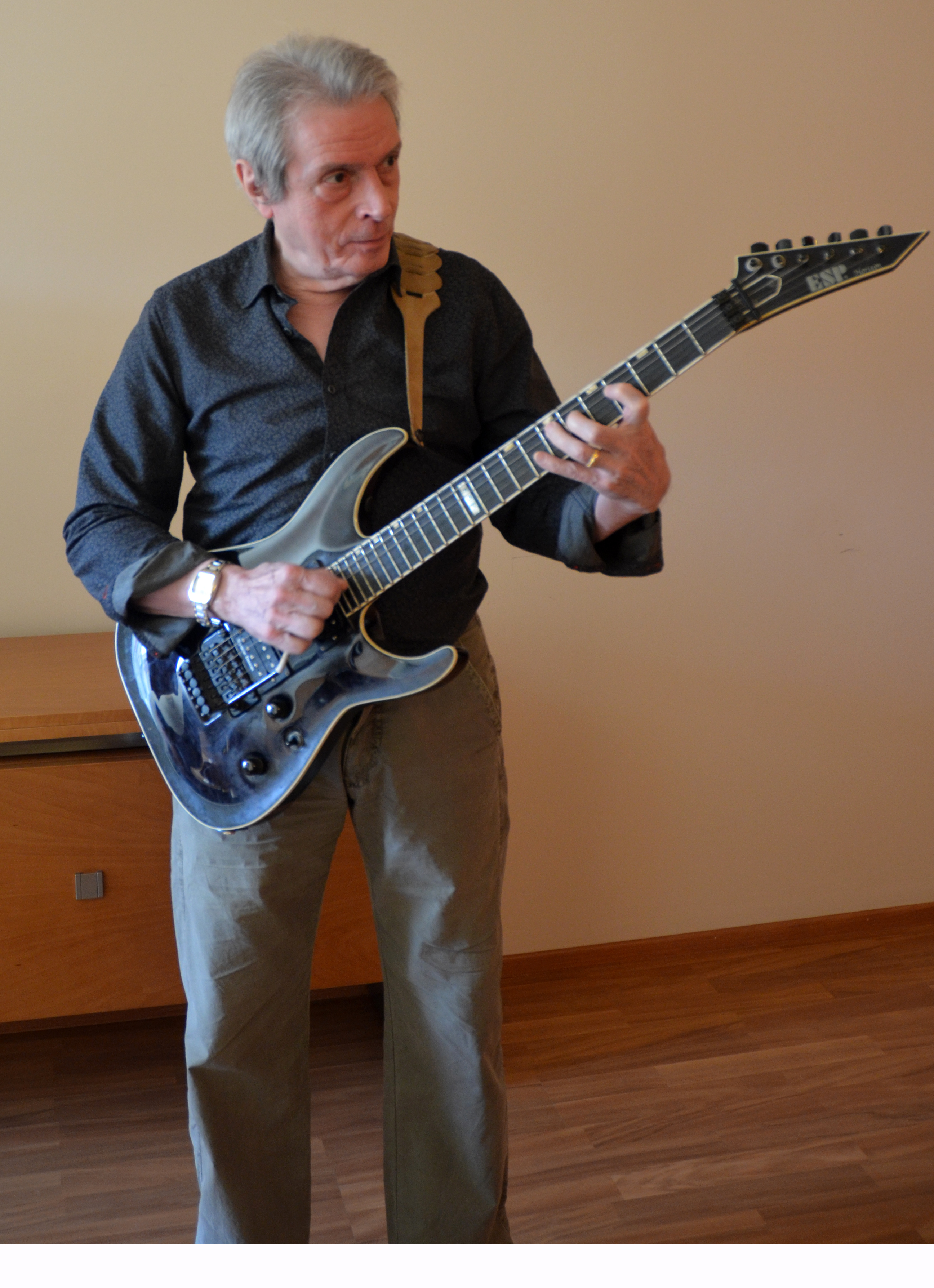
Joan Miró Poblet, guitarra solista del conjunt de rock Lone Star.

## Discografia
Entre 1966 i 1973, Lone Star publicà els següents àlbums:
- Lone Star (1966)
- Un conjunto con antología (1967)
- Vuelve el rock (1968)
- Lone Star en Jazz (1968)
- Spring 70 (1970)
- Es largo el camino (1972)
- Adelante rock en vivo (1973)